# Eugênio Prati
Eugênio Prati (1889-1979) foi um escultor notório por seus trabalhos em arte tumular, cujas obras podem ser encontradas tanto nos principais cemitérios da cidade de São Paulo como no Cemitério São Francisco de Paula em Curitiba e no Cemitério Municipal de Jaú, interior de São Paulo.

## Biografia
Eugênio Prati nasceu na cidade de Cerro Veronese em 1889.